# Kongos reformförbund
Kongos reformförbund (engelska: Congo Reform Association, CRA) var en kampanjorganisation som arbetade med att avslöja och uppmärksamma de brutala och grymma överträdelser som begicks mot ursprungsbefolkningen i Kongostaten under kung Leopold II av Belgiens regim. Uppmärksamheten som riktades mot Leopolds affärer resulterade i att Kongostaten annekterades av den belgiska staten 1908 som Belgiska Kongo.
Kongos reformförbund grundades i mars 1904 av Dr. Henry Grattan Guinness, Edmund Dene Morel och den brittiske diplomaten Roger Casement.
Organisationen fick stöd från flera kända författare såsom Joseph Conrad, Anatole France, Arthur Conan Doyle och Mark Twain. För att uppnå CRA:s mål bidrog författarna med litterära verk: Joseph Conrad författade novellen Heart of Darkness, Mark Twain med sin politiska satir King Leopold's Soliloquy och Arthur Conan Doyle skrev The Crime of the Congo.
1912 ansåg Kongos reformförbund att dess syfte hade uppnåtts varvid organisationen upplöste sig själv.